# ليث البلعوس
ليث وحيد البلعوس هو شخصية اجتماعية وعسكرية سورية ينتمي إلى طائفة الموحدين الدروز، وواحد من أبرز قادة الحراك المدني والمسلح في محافظة السويداء جنوبي سوريا. يشغل موقعًا قياديًا في فصيل «رجال الكرامة»، الذي أسسه والده الشيخ وحيد البلعوس، الزعيم الروحي والرمز الأبرز في انتفاضة السويداء ضد النظام السوري عام 2015. عُرف ليث بدوره البارز في تجديد خطاب الحراك الدرزي في السويداء، وبتبنيه مواقف مناهضة للتدخلات الخارجية.
برز ليث خليفة لوالده بعد اغتياله عام 2015، وشارك في تنظيم الدفاع الذاتي، وبرز خلال الاحتجاجات الشعبية في السويداء بين عامي 2023 و2025، حيث قاد «قوات شيخ الكرامة» وأكد على سلمية الحراك ورفض أي تدخل خارجي، خصوصًا من قبل إيران أو إسرائيل. بعد سقوط النظام السوري أواخر 2024، انخرط في الترتيبات السياسية والأمنية الجديدة، وساهم في تشكيل بنى محلية لحفظ الأمن وضبط السلاح. يُعرف البلعوس بمواقفه الصلبة في الدفاع عن السيادة الوطنية ووحدة سوريا.

## النشأة والخلفية العائلية
ينحدر ليث البلعوس من بلدة المزرعة في محافظة السويداء جنوب سوريا، وينتمي إلى عائلة دينية واجتماعية بارزة في جبل العرب. والده هو الشيخ وحيد البلعوس (1965–2015)، الذي يُعد من أبرز الرموز الدرزية المعارضة للنظام السوري خلال سنوات الحرب، ومؤسس حركة «رجال الكرامة»، التي دعت إلى كرامة الإنسان، ورفضت زج شباب الطائفة الدرزية في الصراع العسكري لصالح النظام.
تأثر ليث بنهج والده في رفض الوصاية الأمنية، والدعوة إلى استقلال القرار المحلي لأبناء الطائفة، وقد رافقه في مراحل من نشاطه بين عامي 2013 و2015، قبل أن يُغتال الشيخ وحيد في تفجير مزدوج بمدينة السويداء يوم 4 أيلول/سبتمبر 2015، ما أدى إلى فراغ رمزي كبير في قيادة الحراك المحلي. وقد ورث ليث جانبًا من الدور القيادي بعد اغتيال والده، مستندًا إلى اسم العائلة وحضورها المعنوي.

## النشاط السياسي والعسكري
بعد اغتيال والده الشيخ وحيد البلعوس في عام 2015، برز ليث البلعوس كأحد الوجوه الشابة التي سعت إلى مواصلة نهج «رجال الكرامة»، فشارك في إعادة تنظيم شبكات الدفاع المحلي في السويداء، وخصوصاً في بلدته المزرعة، حيث نشط في تشكيل مجموعات لحفظ الأمن والتصدي لمحاولات تسلل القوى الأمنية وميليشيات تابعة للنظام السوري.
وفي خضم الحراك الشعبي الذي اندلع في محافظة السويداء ابتداءً من صيف عام 2023، عاد اسم ليث البلعوس للواجهة، حيث أعلن دعمه للاحتجاجات المناهضة للنظام، ودعا إلى الحفاظ على سلميتها ومنع اختراقها من أي جهة مسلحة. وقد أعاد خلال تلك المرحلة تفعيل مجموعة مسلحة تحمل اسم «قوات شيخ الكرامة»، وهي كيان محلي يتبنى خطابًا قوميًا-اجتماعيًا يستند إلى إرث والده، ويؤكد استقلالية القرار الدرزي عن النظام والمعارضة على حد سواء.
وقد ظهر في عدة تسجيلات مرئية خلال المظاهرات، مؤكدًا دعم مطالب الشارع، ومعارضًا بشكل واضح لأي حوار مع النظام السوري قبل تحقيق تغيير سياسي حقيقي، كما انتقد الدور الإيراني في الجنوب السوري واتهمه بإغراق المنطقة بالمخدِّرات وتصفية معارضي النظام.

## خلال الثورة السورية
منذ انطلاق الثورة السورية عام 2011، لعب الشيخ ليث البلعوس دورًا بارزًا في دعم الحراك الشعبي في محافظة السويداء. في عام 2012، تطوع مع والده، الشيخ وحيد البلعوس، مؤسس حركة «رجال الكرامة»، حيث انضم إليهما حوالي 3000 شخص من أبناء المحافظة، جميعهم معارضون لنظام بشار الأسد. أكد البلعوس أن الثورة في السويداء ليست مجرد احتجاجات معيشية، بل هي ثورة سياسية تبدأ بمطالب اقتصادية وتنتهي بمطالب سياسية، مشددًا على أن النظام السوري «خالي الوفاض من المطالب السياسية والاقتصادية» ولا يملك حلاً سياسيًا، وسيرد على انتفاضة أهالي السويداء بالحديد والنار.

### دوره في احتجاجات السويداء 2023 – 2024
في أواخر عام 2023، تصاعدت الاحتجاجات في السويداء، حيث خرجت مظاهرات واسعة النطاق شارك فيها الآلاف، للمطالبة برحيل النظام السوري. أبدت «قوات شيخ الكرامة» دعمها للحراك، مع تأكيدها على سلميته وتعهّدها بحمايته من أي تدخل أمني. لعب الشيخ ليث البلعوس دوراً محورياً فيها، حيث برز كأحد أبرز القادة المحليين الذين تبنوا مطالب الحراك الشعبي المناهض للنظام السوري. أكد البلعوس في تصريحات إعلامية أن الثورة في السويداء ليست مجرد احتجاجات معيشية، بل هي «ثورة سياسية ضد الطغمة الحاكمة التي تعمل بشكل طائفي»، مشدداً على أن النظام السوري «لا يملك لا اقتصاداً يقدمه ولا حلاً سياسياً»، وأنه «سيرد على انتفاضة أهالي السويداء بالحديد والنار».

### مواقفه من النظام السوري وإيران
في لقاء مع تلفزيون سوريا، اتهم ليث البلعوس النظام السوري وإيران بالوقوف وراء اغتيال والده الشيخ وحيد البلعوس في عام 2015. كما اعتبر أن إيران وحزب الله مسؤولتان عن التفجيرات التي وقعت في أيلول من نفس العام، والتي راح ضحيتها عدد من قيادات حركة «رجال الكرامة».

### بعد سقوط النظام
بعد سقوط نظام الأسد في ديسمبر 2024، برزت تيارات سياسية جديدة في المحافظة، منها «مضافة الكرامة» التي يقودها ليث البلعوس، والتي تتألف من حوالي 50 مقاتلاً، وتركز على التطوع في جهازي الأمن العام والجيش في بلدته المزرعة.
شارك البلعوس في مفاوضات مع الإدارة السورية الجديدة، حيث تم الاتفاق على تفعيل دور الأمن العام في السويداء، على أن تكون عناصره من أبناء المحافظة. وأوضح البلعوس أن هذه الخطوة تهدف إلى «ضمان استقرار وأمن المنطقة»، مشيرًا إلى أن الفصائل المحلية تسعى إلى «تعزيز التعاون مع الإدارة السورية الجديدة، لضمان استقرار المنطقة وحمايتها من أي تهديدات خارجية» 
كما أعلن البلعوس عن جهود لتأسيس فرقة عسكرية في السويداء تتألف من أبناء المنطقة الجنوبية، بهدف حماية الحدود الجنوبية من عصابات التهريب والإرهاب، وخلق بيئة آمنة تشجع على الاستثمار والتنمية. وأكد أن الفصائل المحلية تسعى إلى «تنظيم السلاح وحماية الحدود الجنوبية من عصابات التهريب والإرهاب، وخلق بيئة آمنة تشجع على الاستثمار والتنمية».
في تصريحاته، شدد البلعوس على أن: «موقفنا واضح تجاه أهلنا السوريين ولا وطن بديلا لنا عن سوريا الموحدة أرضًا وشعبًا»، مؤكداً أن «الإدارة الجديدة تتفهم الوضع في محافظة السويداء ونتفق معها على إرساء دعائم الدولة».

### دوره في المرحلة الانتقالية
أعرب الشيخ ليث البلعوس، قائد حركة «رجال الكرامة» في السويداء، عن دعمه للحكومة السورية الانتقالية الجديدة، مؤكدًا مشاركته في جهود بناء «سوريا الجديدة». في لقاء مع صحيفة الشرق الأوسط، أوضح البلعوس أن هناك توجهًا أمميًا لدعم وحدة الأراضي السورية والانتقال السياسي، معربًا عن تفاؤله بالحكومة الجديدة.
وأشار البلعوس إلى أن اللقاء مع المبعوث الأممي غير بيدرسن تناول عدة ملفات، منها المعوقات الأمنية وضرورة التكاتف لتحقيق التوافق مع الحكومة الجديدة. وأكد أن «مضافة الكرامة» تسعى لبناء سوريا الجديدة والمشاركة الفعلية في هذا البناء، مشددًا على أهمية التوافق مع جميع مكونات الشعب السوري.

### موقفه من إسرائيل والتدخلات الخارجية
يتخذ ليث البلعوس موقفًا حازمًا تجاه إسرائيل، رافضًا أي تدخل خارجي في الشؤون السورية، بما في ذلك التدخل الإسرائيلي. في تصريحات أدلى بها في مارس 2025، شدد البلعوس على أن السويداء لا تحتاج إلى وصاية خارجية، مؤكدًا أن «لا عمق للسويداء إلا سوريا»، واصفًا دعوات العمل في إسرائيل بأنها «امتهان للكرامة»، وصرّح البلعوس على أن سكان المحافظة «يسيرون على مبدأ الشيخ أبو فهد، صاحب المقولة الشهيرة: سوريا أمنّا ووطن ثاني بديل ما عنا (ليس لدينا).. إما فوق الأرض بكرامة أو تحت الأرض بكرامة.. ويا حملة الله» .
وأضاف البلعوس أن «سوريا وطننا، والتاريخ يشهد أن الجنوب هو من يوحد الوطن»، مؤكدًا أن موقفهم ثابت من التصريحات الإسرائيلية، ورفضهم لأي تدخلات خارجية في الشأن السوري. جاءت هذه التصريحات ردًا على تصريحات إسرائيلية أعربت عن استعدادها لحماية الدروز في سوريا، والتي اعتبرها البلعوس محاولة لخلق فتنة طائفية. يُظهر موقف البلعوس التزامه بالسيادة الوطنية السورية ورفضه لأي محاولات خارجية للتدخل في الشؤون الداخلية، مؤكدًا على أهمية الوحدة الوطنية ورفض المشاريع التقسيمية.

### أحداث جرمانا
في مطلع مارس 2025، شهدت مدينة جرمانا بريف دمشق توترات أمنية بدأت بشجار شخصي بين عناصر من «لواء درع جرمانا» ومجموعة من عناصر وزارة الدفاع السورية. تطور هذا الشجار إلى اشتباكات مسلحة أسفرت عن مقتل عنصر من الجيش السوري وإصابة آخر وأسره، بالإضافة إلى هجوم على قسم الشرطة في المدينة، حيث هُجم عناصره.
ردًا على هذه الأحداث، وصل الشيخ ليث البلعوس، قائد حركة «رجال الكرامة»، إلى جرمانا لقيادة جهود التهدئة ومنع التصعيد. أكد البلعوس أن الاشتباكات لم تكن مع الأمن العام، بل بدأت بشجار شخصي، وأن الأوضاع تتجه نحو الحل. كما رفض البلعوس أي تدخل خارجي في الشؤون السورية، مؤكدًا أن «سوريا للسوريين» وأنه لا حاجة لوصاية خارجية. جاء ذلك في معرض رده على تصريحات إسرائيلية هددت بالتدخل لحماية الدروز في جرمانا.

### أحداث جرمانا وأشرفية صحنايا
في أعقاب التوترات الأمنية التي شهدتها منطقتا جرمانا وأشرفية صحنايا بريف دمشق في أواخر أبريل 2025، لعب الشيخ ليث البلعوس، قائد «قوات شيخ الكرامة»، دورًا بارزًا في تهدئة الأوضاع وإعادة الاستقرار إلى المنطقة. تضمنت هذه التوترات اشتباكات عنيفة بين مجموعات مسلحة وقوات الأمن السورية، وأسفرت عن سقوط ضحايا من المدنيين والعسكريين، بالإضافة إلى تدخلات خارجية، مثل الغارات الجوية الإسرائيلية التي استهدفت مواقع في أشرفية صحنايا، مما زاد من تعقيد الوضع الأمني.
استجابةً لهذه الأحداث، شارك الشيخ ليث البلعوس في وفد من مشايخ ووجهاء محافظة السويداء، بمن فيهم الشيخ حمود الحناوي والشيخ يوسف جربوع، حيث عقدوا اجتماعًا موسعًا مع مسؤولين حكوميين، بينهم محافظا ريف دمشق والسويداء، في مدينة داريا.
أكد الشيخ ليث البلعوس في تصريحاته على أهمية الحفاظ على وحدة الأراضي السورية ورفض أي محاولات للتقسيم أو الفدرالية، مشددًا على أن الحلول يجب أن تكون سورية بحتة دون تدخلات خارجية. يُظهر دور الشيخ ليث البلعوس في هذه الأحداث التزامه بالعمل على استقرار سوريا ووحدتها، من خلال الحوار والتنسيق مع مختلف الأطراف، بعيدًا عن التصعيد العسكري والتدخلات الأجنبية.

## محاولات الاغتيال
تعرض الشيخ ليث البلعوس، قائد «قوات شيخ الكرامة» في السويداء، لعدة محاولات اغتيال، أبرزها:
- في 13 أيار/مايو 2023، تعرض لمحاولة اغتيال في بلدة المزرعة بريف السويداء الغربي، حيث أُطلق النار على سيارته، ما أدى إلى إصابته بجروح في ساقه. نُقل على إثرها إلى المستشفى لتلقي العلاج.[21]
- في 1 أيار/مايو 2025، نجا من محاولة اغتيال جديدة في مدينة شهبا بريف السويداء، حيث تعرضت سيارته لإطلاق نار من قبل مسلحين مجهولين أثناء توجهه للقاء محافظ السويداء. لم يُصب بأذى، وأكدت مصادر مقربة أن الحادثة كانت محاولة لتصفية أحد أبرز الأصوات في المنطقة.[22]